# 萊姆蘭

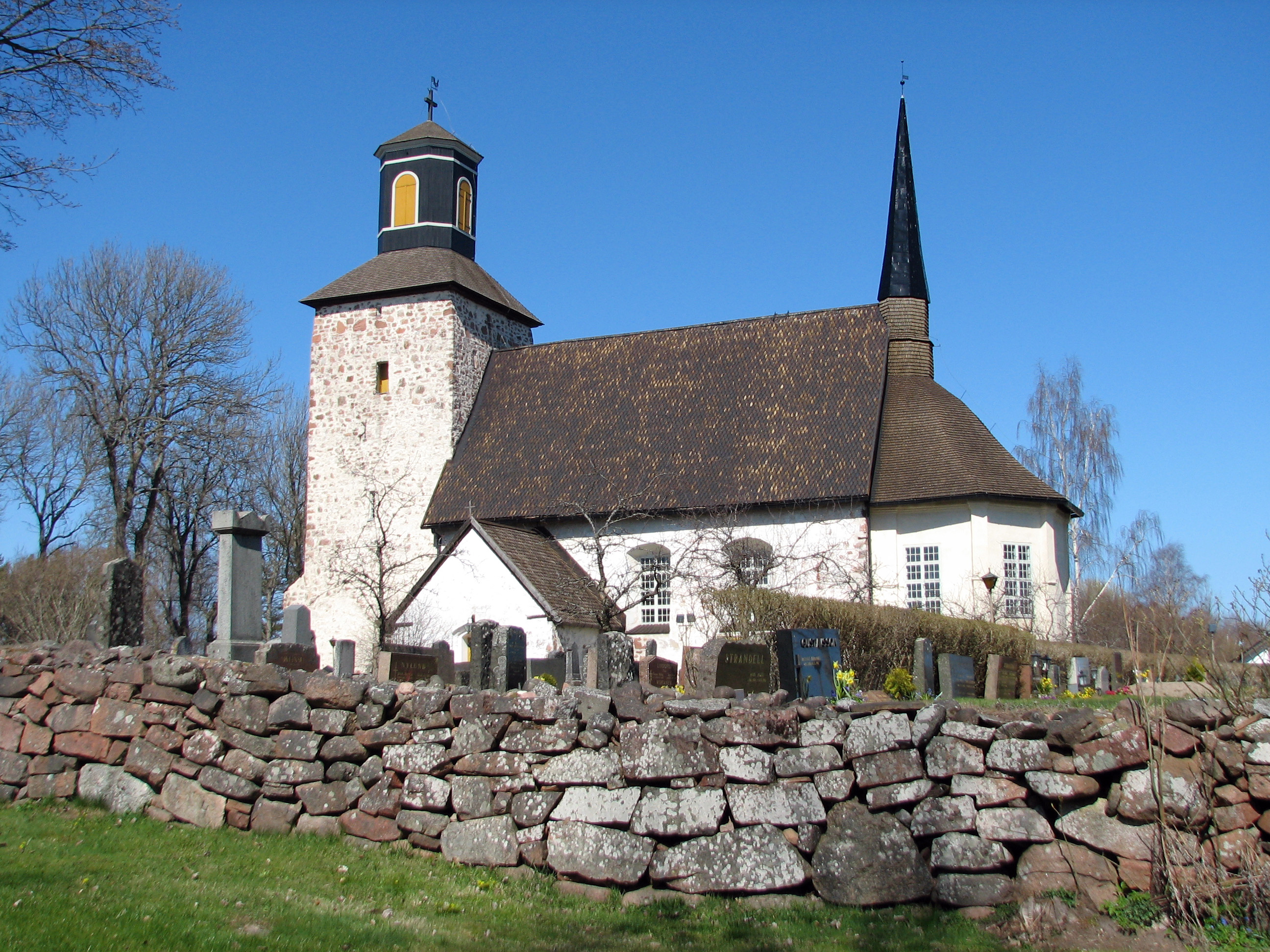

萊姆蘭（瑞典語：Lemland）是芬蘭的城鎮，由奧蘭群島負責管轄，面積965平方公里，鎮上的教堂建於十三世紀，最高點海拔高度30米，2013年人口1,849，人口密度為每平方公里16.35人。

## 外部連結
- Municipality of Lemland （页面存档备份，存于） – Official website